# Partito Conservatore Tedesco
Il Partito Conservatore Tedesco, in lingua tedesca Deutscheskonservative Partei, è stato un partito politico tedesco.

## Gli inizi

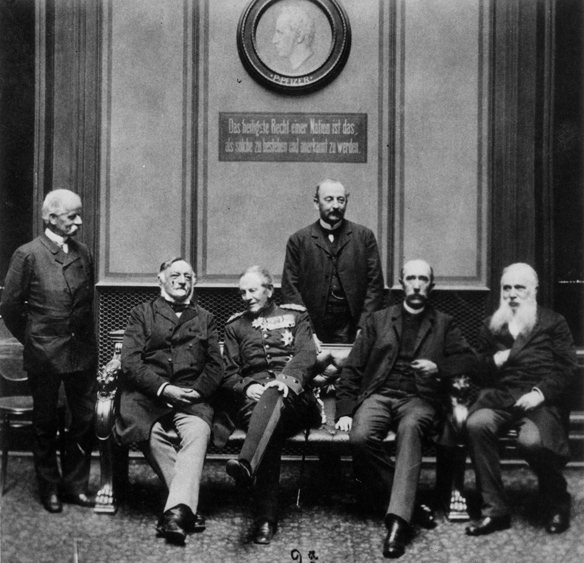
Membri della Partito Conservatore Tedesco Reichstag Caucus (left to right): Rudolph Wichmann, Otto von Seydewitz, Helmuth von Moltke, Count Konrad von Kleist-Schmenzin, Otto von Helldorff-Bedra and Karl Gustav Ackermann

Il 7 giugno 1876, il partito fu costituito da gruppi molto diversi: nobili, grandi proprietari terrieri, sostenitori del governo Bismarck, come Moltke, tradizionalisti protestanti e cristiano-sociali. Riconobbe la costituzione dell'impero tedesco e sostenne la salvaguardia delle prerogative monarchiche, il rafforzamento della religione, la lotta al centralismo e al parlamentarismo, nonché alla socialdemocrazia. Il partito conservatore tedesco fu il successore del vecchio Partito Conservatore Prussiano, fu il successore dei vecchi conservatori prussiani, ma a differenza di questi ultimi, acquisì importanza anche in alcuni Stati al di fuori della Prussia. Il primo presidente del partito fu Otto von Helldorff-Bedra, membro del Parlamento. Il programma del partito fu discusso in dettaglio con Bismarck.

## Politica
Inizialmente, il partito si distingueva chiaramente da Bismarck e dal Partito Liberale Conservatore, che lo sostenne, ma dal 1877 in poi tornò alla sua politica, soprattutto quando decise di passare al regime protezionistico. Il partito aveva le sue roccaforti nella Prussia orientale, in Pomerania, a Meclemburgo e nella provincia di Sassonia. Nella Camera dei rappresentanti prussiana, era il gruppo più forte, favorito dal sistema elettorale a tre classi. Nel palazzo la loro posizione si rafforzò ulteriormente. In questo modo ha avuto un'influenza significativa sugli ufficiali, sui funzionari e sul clero e, tramite il Consiglio federale, anche nella politica del Reich.
Il partito fu parzialmente antisemita, per esempio, nel 1881 per la campagna elettorale del Reichstag utilizzò molta propaganda antisemita. In termini di protezionismo doganale, vide come interlocutori i liberal conservatori, il Centro e parti del Partito Nazionale Liberale. Si espresse contro la Kulturkampf di Bismarck. Dopo il suo allontanamento, i conservatori tedeschi si sono opposti alla politica economica liberale del nuovo Cancelliere del Reich, Leo von Caprivi. Il programma del partito (il cosiddetto programma Tivoli, così chiamato per la birreria Tivoli di Berlino, nella cui sala banchetti si riunì il congresso del partito) fu adottato nel 1892 e, influenzato da Adolf Stoecker, si espresse contro "l'influenza distruttiva degli ebrei" e contro la socialdemocrazia. Dal 1892 in poi, ci furono anche lotte tra l'ex dirigenza del partito, che in gran parte discendeva dalla nobiltà terriera, ed i cristiano-sociali borghesi della città di Stoecker. L'avvento della Lega contadina rafforzò ulteriormente l'ala agraria inizialmente minoritaria e nel febbraio 1896 Stoecker provocò la scissione del Partito Cristiano-Sociale in seguito ai forti conflitti sociopolitici.
Sotto il Cancelliere del Reich, principe Bernhard von Bülow, il partito si avvicinò nuovamente al governo per la sua politica agraria protezionista, ma continuò a respingere tutti gli approcci alle riforme liberali della politica interna, economica e finanziaria, contribuendo così al rovesciamento del governo Bülow nel 1909. I conservatori tedeschi si opposero a qualsiasi rafforzamento del Reich a scapito dei singoli Stati federali perché temevano che la loro influenza avrebbe perso peso in Prussia, che dominava la politica federale. D'altro canto, votarono a favore di tutte le proposte militari e sulla flotta, mentre sostennero con esitazione la politica coloniale. Questo è il motivo della distanza dal programma alldeutschen.
Come partito non di massa, cercò di trovare un subalterno nell'Unione degli agricoltori (BdL), in cui gli agricoltori prussiani avrebbero definito gli orientamenti. Sotto molti aspetti si trasforò in un partito che difendeva gli interessi degli agricoltori. Molti amministratori distrettuali prussiani diedero il loro sostegno.
Tra gli altri esponenti più noti del partito si ricordano: Wilhelm von Rauchhaupt, Otto von Manteuffel, Ernst von Heydebrand und der Lasa, Kuno von Westarp, Hans Hugo von Kleist-Retzow, Philipp von Nathusius-Ludom, Elard von Oldenburg-Januschau, Hans von Kanitz, Heinrich von Salisch, Dr. Georg Oertel e Wilhelm Joachim von Hammerstein.
La maggioranza dei membri del partito partecipò alla fondazione del Partito popolare nazionale tedesco (DNVP) nel 1918. Tuttavia, il partito non si sciolse formalmente, ma rimase in vita fino al 1933.

## Struttura del partito
Sotto la presidenza di Helldorf, il partito era un "conglomerato di politici indipendenti di primo piano" (Volker Stalmann) con poche strutture fisse fino al 1890. Ad est dell'Elba, i sostenitori del partito si attivavano solo prima delle elezioni per nominare i loro candidati e organizzare una campagna elettorale, mentre nelle città più grandi della Germania occidentale vi erano spesso grandi associazioni locali conservatrici, alcune delle quali riunite in associazioni statali (nel Baden, Sassonia e Baviera). Solo nel 1902, l'"Hauptverein der Deutschkonservativen" (Associazione dei conservatori tedeschi) divenne una struttura di partito sovraordinata a livello del Reich. Il partito fu guidato non tanto dai suoi presidenti (fino al 1892 Otto von Helldorff, 1892-1911 Otto von Manteuffel, 1912-1918 Ernst von Heydebrand und der Lasa), quanto da un organo collettivo. Fino al 1889, questa funzione era esercitata dal consiglio esecutivo del partito, seguito da un comitato di undici membri e, a partire dal 1902, da un comitato di dodici membri del Reichstag, del parlamento statale prussiano e del parlamento statale sassone. La commissione decideva sulle basi della politica di partito ed era responsabile dell'organizzazione delle campagne elettorali. I congressi di partito hanno avuto luogo nel 1876, 1892 e con regolarità solo a partire dal 1912. Die Partei erhob keinen Mitgliedsbeitrag, zur Finanzierung war sie auf Spenden angewiesen, Hauptgeldquelle war dabei der ostelbische Großgrundbesitz (Junker).

## Distribuzione territoriale
Da un punto di vista regionale, il partito aveva le sue roccaforti in Prussia ad est dell'Elba. Nel 1887 il partito conservatore tedesco rappresentava 74 circoscrizioni del Reichstag tedesco, 61 (82 %) delle quali erano circoscrizioni prussiane, 49 delle 61 circoscrizioni prussiane (= 80%) erano ad est dell'Elba. Questa delimitazione regionale delle roccaforti si intensificò nel corso dell'impero: 39 (91%) dei 43 collegi elettorali vinti dal partito nelle elezioni del Reichstag del 1912 erano sul territorio prussiano. Un'indagine sulla distribuzione regionale dei mandati conservatori tedeschi nelle elezioni della Camera dei Rappresentanti prussiana conferma l'orientamento orientale del partito: nelle elezioni del 1913 alla Camera dei Rappresentanti prussiana, il partito ha ottenuto 143 mandati, 125 (87%) di questi collegi vinti si trovavano ad est dell'Elba.

## Riviste
Il quotidiano organo di partito dei conservatori tedeschi era il Die Post, considerato anche l'organo ufficiale del governo Bismarck. Ulteriori giornali del partito sono stati Der Reichsbote, il Konservative Monatsschrift e la Deutsche Adelsblatt.